# Nehrus Allé
Nehrus Allé er en gade i det nordlige Aarhus mellem Randersvej og Olof Palmes Allé/Halmstadgade. På nordsiden af gaden ligger DR Østjylland, på sydsiden Aarhus Tech. Nehrus Allé har station på Aarhus Letbane, og bybussen 6A går ligeledes igennem gaden.
Gaden har postnummeret 8200 og ligger i Aarhus N.

## Historie
Gaden blev oprindeligt navngivet Varbergsgade i 1970, men i 1988 omdøbt til Nehrus Allé efter den indiske politiker Jawaharlal Nehru (1889-1964).
Han blev som leder af Kongrespartiet Indiens første premierminister i 1947 og indtog denne post indtil sin død. I international politik var han talsmand for en stærk neutralisme og for koloniernes selvstændighed. Han var fader til Indira Gandhi.